# Ivana Večeřová
Ivana Večeřová (nacida el 30 de marzo de 1979 en Šumperk) es una exjugadora de baloncesto checa. Consiguió 3 medallas en competiciones oficiales con la República Checa.